# Boyz N the Highlands
«Boyz N the Highlands» (с англ. — «Парни с Шотландских гор») — тринадцатая серия тридцать третьего сезона мультсериала «Симпсоны». Впервые вышла 6 марта 2022 года в США на телеканале «Fox».

## Сюжет
Садовник Вилли привозит на фургоне Барта, Нельсона и Дольфа в горную местность как наказание суда по делам несовершеннолетних. После того, как хулиганы насмехаются над Бартом, Вилли объявляет им, что им надо до полудня добраться к Горе-Лодыжке (англ. Ankle Rock) и, что к ним присоединится ещё один — Мартин Принс, которого привезли родители. Барт радуется, что не будет изгоем, ведь над Мартином даже он сможет прикалываться. Вилли припугивает их тем, что они могут наткнуться на величайшее сокровище из всех, а он будет ждать их на другом месте.
Вилли покидает их, и ребята начинают свое путешествие. По дороге они обсуждают, за что их отправили. Всех отправили принудительно за совершение вандализма в Спрингфилде, кроме Мартина, который добровольно согласился на поход.
Тем временем дома Гомер и Мардж начинают строить планы на выходные в одиночку. Однако их перебивает Лиза, которая, пользуясь отсутствием брата (и отправившей Мэгги к тётям) хочет пожить как единственный ребёнок. Сначала девочка хочет, чтобы её называли Джулс (англ. Jules).
Мальчишки продолжают свой путь, напевая оскорбительную песню про Сеймура Скиннера. Неожиданно они находят козлёнка и Нельсон думает, что он и является «Величайшим сокровищем», о котором говорил Вилли. По дороге они решают назвать Эксел, и все больше насмехаются над Мартином, но внезапно до них доходят люди в ритуальных костюмах, и просят вернуть жертвенного козлёнка. Дети начинают убегать и отрываются.
Они приходят к реке, ведущей к Лодыжке, на которой вдобавок находится каноэ. Однако Эксел боится сесть в лодку, а Мартин не хочет бросать козлёнка. Барт вынужден отделиться от хулиганов и вместе с Мартином и Экселем уходит пешком.
Дома Симпсоны они играют в «Монополию», и Лиза гневно начинает торопить родителей, потому что они отстают от графика.
У Нельсона и Дольфа начинаются проблемы с каноэ, они выходят на берег, где натыкаются на изысканный домик.
Тем временем Барт, Мартин и Эксел мокнут под дождем. Барт не выдерживает постоянную болтовню Мартина и говорит ему, что они никогда не будут друзьями, а он остался с ним только ради Экселя.
Дома Лиза ест слишком много мороженого, и, когда она просит Гомера «поиграть в лошадку», её тошнит. Гомер и Мардж заносят дочь наверх отдохнуть.
Хулиганы спят на роскошной кровати, но внезапно их ловят сатанисты, ищущие козлёнка. Хулиганы говорят, что козлёнок у других ребят, но их запирают в подвале.
Тем временем Барт, поняв, что вёл себя слишком жестко, пытается завести разговор, называя Мартина приятелем. Мартин говорит, что он ему не приятель, и, что у него вообще нет приятелей, а Барт говорит ему просто притворятся, что ему нравиться тоже, что и всем. Но Мартин, разгневавшись, раскрывает все имеющиеся у него проблемы: он рассказывает, родители пичкают его дополнительными кружками, что принимает очень много таблеток, чтобы держать себя в тонусе (для фокусировки, для сна и для поднятия настроения), и, что на самом деле его также отправили сюда за содеянное, он украл лекарства, на которое его «подсадили» родители, и обвиняет Барта в том, что он — не хулиган, а лишь последователь. Мартин уходит, и Эксел решает уйти с ним.
Барту снится сон, что Эксел вернулся и лижет его, но, проснувшись это оказываются слизни. А Нельсона и Дольфа сатанисты. Тем времен Нельсона и Дольфа сатанисты достают с подвала, чтобы принести их в жертву. Тем временем Лиза просыпается в постели родителей, и наконец-то довольна.
Походив кругами, Барт натыкается на помёт Эксла и по нему доходит до спящего Мартина. Барт будит его, и признают, что тот был прав, и ему не нужно одобрение хулиганов. Но вдруг они слышат крики, и видят, как Нельсона и Дольфа приносят в жертву. Барт и Мартин бегут их спасать. Однако оказывается, что сатанисты — просто студенты-кинематографисты, которые снимают фильм, а дети его испортили.
Мэдисон (одна из студентов) злится, что дети испортили фильм, и начинает ломать конструкцию. Но вдруг лезвие, висевшее сверху, начинает качаться, и резать близко к головам хулиганов. Мартин замечает, что лезвие качается в такт вальса, и вместе с Бартом начинает танцевать вальс, вскоре освободит друзей. Мэдисон понравился кадр, и она хочет добавить больше крови, чтобы фильм всё же получился, но вдруг Эксел вырывает у студентки телефон и… съедает его. В конце концов хулиганы принимают Мартина как одного из них.
Дойдя до Лодыжки, мальчики встречают Вилли с фургоном. Вилли рассказывает им, что «величайшие сокровище», — это их пройденный путь, но им это не нравится и они начинают возмущаться. Вдруг за Мартином приезжают родители, и говорят отойти от плохих детей, но Мартин заявляет, что он — один из них, а значит едет с ними в фургоне. И все вместе они едет обратно.
В сцене во время титров в доме Симпсонов, как и прежде царит хаос, в то время как Лиза пересматривает фотки со вчерашнего дня.

## Культурные отсылки и интересные факты
- Сюжет серии основан на чёрной комедии «Get Duked!» (с англ. — «Вздрюченные») 2019 года[1].
- Описание Каю, которое приводит Мартин, полностью взято из статьи о мультсериале в англоязычной Википедии[2].

## Отзывы
Во время премьеры серию просмотрели 1,53 млн человек с рейтингом 0.4, что сделало её самым популярным шоу на канале Fox той ночью.
Тони Сокол из Den of Geek дал серии три с половиной из пяти звезд, сказав, что серия «пропускает путь, менее пройденный для прокладки нового направления, но теряет сопротивление на этом пути».
Сайт «Bubbleblabber» оценил серию на 7/10.